# Bourcy

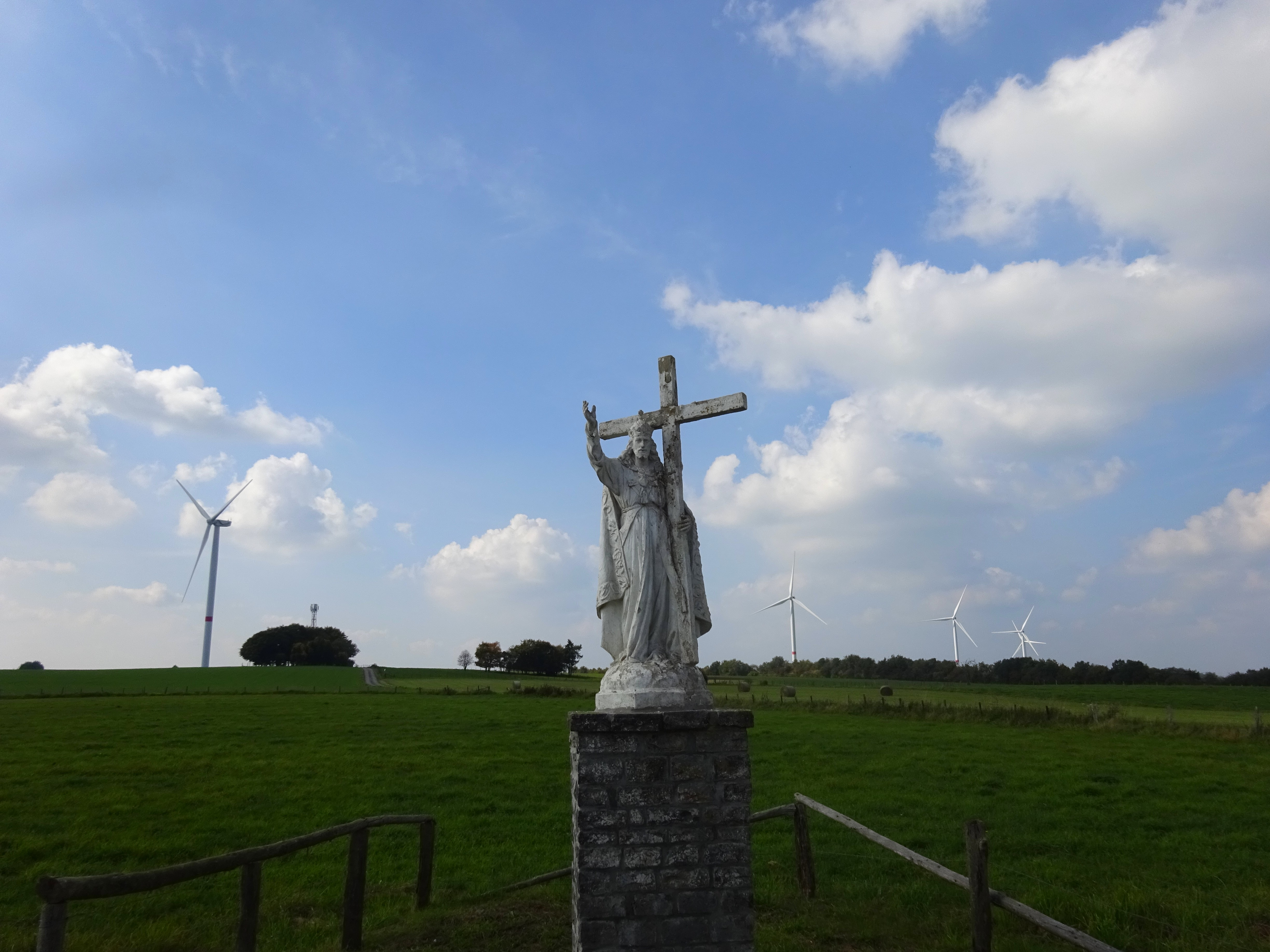
Statue am Ortseingang von Bourcy

Bourcy (deutsch Borzich) ist ein zur belgischen Gemeinde Bastogne gehörendes Dorf in der Provinz Luxemburg in der Wallonischen Region.
Der Ort zählt 515 Einwohner (Stand 2008) und liegt in der Nähe der Grenze zu Luxemburg, etwa elf Kilometer nordöstlich von Bastogne auf einer Höhe von 500 Metern. Im Ort befand sich ein Bahnhof der zwischenzeitlich stillgelegten Bahnstrecke Libramont–St Vith.